# حمام بوران
حمام بوران مربوط به دوره صفوی و دوره قاجار است و در شهرستان آمل، بخش دشت سر، دهستان دشت سر، روستای بروان واقع شده و این اثر در تاریخ ۶ بهمن ۱۳۹۴ با شمارهٔ ثبت ۳۱۳۸۰ به‌عنوان یکی از آثار ملی ایران به ثبت رسیده‌است.